# IC 953
IC 953 — галактика типу * (зірка) у сузір'ї Центавр.
Цей об'єкт міститься в оригінальній редакції індексного каталогу.